# Filippa Angeldahl
Filippa Angeldal (Uppsala, 1997. július 14. –) svéd női válogatott labdarúgó. A BK Häcken játékosa.

## Pályafutása

### Klubcsapatokban
2021. szeptember 2-án aláírt a Manchester City csapatához.

### A válogatottban
A tokiói olimpián ezüstérmet szerzett Svédország színeiben.

## Sikerei

### A válogatottban
Svédország
- Olimpiai ezüstérmes (1): 2020[3]
- U19-es Európa-bajnoki aranyérmes (1): 2015
- U17-es Európa-bajnoki ezüstérmes (1): 2013
- Algarve-kupa győztes: 2018